# Anke Engelke
Anke Christina Fischer (de soltera Anke Engelke; Mont-real, Quebec, 21 de desembre de 1965) és una comedianta, actriu i presentadora de televisió quebequesoalemanya.
Juntament amb Judith Rakers i Stefan Raab, Anke fou la presentadora del Festival de la Cançó d'Eurovisió 2011 celebrat a Düsseldorf, Alemanya.

## Presentadora
- 2013: Unser Song für Malmö (ARD)

## Filmografia
Televisió
- 1996: Die Wochenshow: Presentadora i segments (episodis desconeguts, 1996-2000)
- 1998: ...und im Keller gärt es
- 2000: Anke: Anke (episodis desconeguts)
- 2001: Blind Date: Yvonne
- 2001-2010: Ladykracher: Various Roles
- 2002: Blind Date 2 - Taxi nach Schweinau: Ruth
- 2002: Blind Date 3 - Der fünfbeinige Elefant: Constanze Pillmann
- 2003: Blind Date 4 - London, Moabit: Caroline
- 2004: Anke Late Night: Host and sketches (episodis desconeguts)
- 2004: Blind Date 5 - Blaues Geheimnis: Sonja Mette
- 2005: Blind Date 6 - Tanzen verboten: Elke

Cinema
- 2000: LiebesLuder: Christine
- 2001: Der Schuh des Manitu: Mare (edició estesa)
- 2001: Plume, le petit ours polaire (Der Kleine Eisbär): Mare Eisbär (veu)
- 2003: Operation Dance Sensation (vídeo): Veronica Rell
- 2003: Just Get Married!: Ina
- 2004: Germanikus: Frau Senator
- 2004: Der Wixxer: Doris Dubinsky
- 2005: Vom Suchen und Finden der Liebe: Helena Stokowski
- 2005: Der Kleine Eisbär 2 - Die geheimnisvolle Insel: Iguanita i Frieda (veu)
- 2006: Urmel aus dem Eis: Wutz (veu)
- 2006: Oh wie schön ist Panama: Fisch (veu)